# ANZ Centre
ANZ Centre – wieżowiec znajdujący się w Auckland w Nowej Zelandii. Położony jest przy 23 Albert Street, ma 143 metry wysokości i ma 35 kondygnacji.  Wcześniej znany był jako Coopers & Lybrand Towe i Robert Jones Tower i był to najwyższy budynek w Nowej Zelandii w latach 1991–1999, dopóki nie został wybudowany Metropolis. Dzisiaj jest to trzeci pod względem wysokości budynek w Auckland.